# Лакрицова пица
„Лакрицова пица“ (на английски: Licorice Pizza) е американска трагикомедия от 2021 г., написана и режисрана от Пол Томас Андерсън, който е продуцент и оператор. Във филма участват Алана Хайм, Купър Хофман, Шон Пен, Том Уейтс, Брадли Купър и Бени Сафди.
Филмът е пуснат в Съединените щати в различни кина на 26 ноември 2021 г.